# جي بالفين
خوسي ألفارو أوسوريا بالفين والمعروف في الوسط الفني باسم جي بالفين (بالإسبانية: J Balvin) (7 مايو 1985 في ميديلين، كولومبيا) هو مغني ريغيه تون كولومبي.

## موهبته

### البدايات
ولد جي بالفين في 7 مايو 1985 لعائلة كولومبية تتكون من الأب «خوسي ألفارو أوسوريو» و«ألبا ميري بالفين»، بدأ جي بالفين بالغناء منذ سن 17 سنة، عاش فترة في أكلاهوما مع صديقه المقرب «خيسوس مارولاندا» في الولايات المتحدة ليتعلم اللغة الإنجليزية، ثم انتقل إلى نيويورك ليتعلم الموسيقى بجانب تعلمه للغة، بعد مرور 10 سنوات بين كولومبيا والولايات المتحدة اختار جي بالفين أن يحترف ريغيه تون مع الاستقرار في ميديلين.

### العالمية
في 2012 أطلق جي بالفين شريطا مطولا يحمل جميع أغانيه الأولى في كولومبيا، ثم في 2013 أطلق أول أغنية منفردة له بعنوان لقد أخبرتك  (بالإسبانية: Yo Te Lo Dije) التي اشتهرت بشكل واسع في الولايات المتحدة الشيء الذي جعله منه محط أنظار عدة منسقين موسيقيين.
في 2014 أطلق أغنيته الثانية بعنوان السادسة صباحا (بالإنجليزية: 6 AM) بالتعاون مع فاراكو، حيث احتلت المركز الثاني في أفضل الأغاني اللاتينية من بيلوبرد.
أغنيته المقبلة كانت نحن ذاهبون (بالإسبانية: Ay Vamos) التي اعتبرت واحدة ضمن أكثر الأغاني اللاتينية مشاهدة على يوتيوب،

## ديسكوغرافيا
| حقيقي real                         | - 7 مايو 2010 - إيمي كولومبيا - تحميل موسيقى، قرص مضغوط     | —   | —  | —  | —  | —  | —  | —  | —  |               | - ASINCOL: ذهبية                                                                                                  |
| رجل الأعمال El Negocio             | - 25 مارس 2011 - إيمي كولومبيا - تحميل موسيقى، قرص مضغوط    | —   | —  | —  | —  | —  | —  | —  | —  |               | |
| العائلة La Familia                 | - 29 أكتوبر 2013 - إيمي اللاتينية - تحميل موسيقى، قرص مضغوط | —   | 46 | —  | —  | —  | 36 | 10 | 25 | - : 15,000    | - AMPROFON: بلاتينيوم×3 - APFV: ذهبية - ASINCOL: بلاتينيوم×4 - CAPIF: ذهبية - IFPI: بلاتينيوم - IFPI: بلاتينيوم×2 |
| الطاقة Energia                     | - 24 يونيو 2016 - إيمي اللاتينية - تحميل موسيقى، قرص مضغوط  | 187 | 1  | 44 | 49 | 38 | —  | 1  | —  | - US: 102,000 | - AMPROFON: ذهبية+ألماسية - ASINCOL: بلاتينيوم×3 - IFPI: بلاتينيوم - RIAA: بلاتينيوم×4                            |
| "—" معلومات غير متوفرة في المنطقة. |                                                             |     |    |    |    |    |    |    |    |               | |

## هوامش
1. ↑  Sales of La Familia in the United States as of October 2014.[20]
2. ↑  Sales of Energia in the United States as of July 2017.[27]

## روابط خارجية
- جي بالفين على موقع IMDb (الإنجليزية)
- جي بالفين على موقع ميتاكريتيك (الإنجليزية)
- جي بالفين على موقع الموسوعة البريطانية (الإنجليزية)
- جي بالفين على موقع روتن توميتوز (الإنجليزية)
- جي بالفين على موقع ميوزك برينز (الإنجليزية)
- جي بالفين على موقع أول ميوزيك (الإنجليزية)
- جي بالفين على موقع ديسكوغز (الإنجليزية)
- جي بالفين على موقع قاعدة بيانات الفيلم (الإنجليزية)
- الموقع الرسمي